# Sebezhető faj
Sebezhetőnek nevezzük azokat az élőlényfajokat, illetve alfajokat, amelyek kihalási esélye természetes élőhelyén nagy, beavatkozás nélkül nagy valószínűséggel veszélyeztetetté válik.
Az ilyen fajokat, alfajokat a Természetvédelmi Világszövetség Vörös Listája a Sebezhető (Vulnerable) kategóriába sorolja, rövidítése VU.
A Vörös Lista 2010-es változata szerint 4467 állat-, 4607 növény- és 1 barnamoszatfaj sebezhető, ez összesen 9075 faj.

## Kritériumok
A Vörös Lista meghatározása szerint egy taxon akkor „Sebezhető”, ha a státuszra vonatkozó kritériumok bármelyike teljesül, és ezáltal a taxon kihalási esélye természetes élőhelyén nagy. A kritériumok a következők:
- A – Az egyedszám csökkenése
  1. Az egyedszám legalább 50 százalékkal csökkent az utóbbi tíz évben vagy három generáció alatt. A csökkenés egyértelműen visszafordítható ÉS okai ismertek ÉS már megszűntek.
  2. Az egyedszám legalább 30 százalékkal csökkent az utóbbi tíz évben vagy három generáció alatt. A csökkenés és okai valószínűleg nem szűntek meg VAGY az okok nem ismertek VAGY a csökkenés feltehetően nem visszafordítható.
  3. Az egyedszám előreláthatólag legalább 30 százalékkal csökkenni fog az elkövetkezendő tíz évben vagy három generáció alatt.
  4. Az egyedszám feltehetően minden tíz évben vagy három generáció alatt legalább 30 százalékkal csökken, múltbéli és jövőbéli állapotát is számításba véve. A csökkenés és okai valószínűleg nem szűntek meg VAGY az okok nem ismertek VAGY a csökkenés feltehetően nem visszafordítható.
- B – Földrajzi elterjedés
  1. A előfordulási terület becsült mérete kisebb mint 20000 négyzetkilométer.
  2. A ténylegesen birtokba vett terület becsült mérete kisebb mint 2000 négyzetkilométer.
- C – A szaporodóképes egyedek száma kevesebb mint 10000
  1. A szaporodóképes egyedek száma kevesebb mint 10000, és várhatóan legalább 10 százalékkal csökkenni fog az elkövetkezendő tíz évben vagy három generáció alatt.
  2. A szaporodóképes egyedek száma kevesebb mint 10000, és a továbbiakban is várhatóan csökkenni fog ÉS a szaporodóképes egyedek térbeli eloszlása egyenetlen, vagy számuk erősen ingadozó.
- D – A szaporodóképes egyedek száma rendkívül alacsony vagy korlátozott
  1. A szaporodóképes egyedek száma kevesebb mint 1000.
  2. A birtokba vehető terület erősen korlátozott (kevesebb mint 20 négyzetkilométer vagy kevesebb mint öt előfordulási hely) és ezáltal a közeljövőben ki van szolgáltatva az emberi tevékenység és meg nem jósolható események hatásainak.
- E – A vizsgálatok azt mutatják, hogy a kihalás esélye a természetes élőhelyen legalább 10 százalék az elkövetkezendő 100 évben.